# Chapelle Notre-Dame-de-Recouvrance de Ploemel
La chapelle Notre-Dame-de-Recouvrance est située au bourg de la commune de Ploemel dans le Morbihan.

## Historique
La chapelle Notre-Dame-de-Recouvrance fait l’objet d’une inscription au titre des monuments historiques depuis le 30 juin 1925.

## Architecture et ornements
La chapelle comporte des peintures murales mises à jour en 1995, datées de la fin du XVIIe ou du début du XVIIIe siècle. Elles représentent plusieurs scènes de la Passion du Christ.